# 格拉夫-里內特

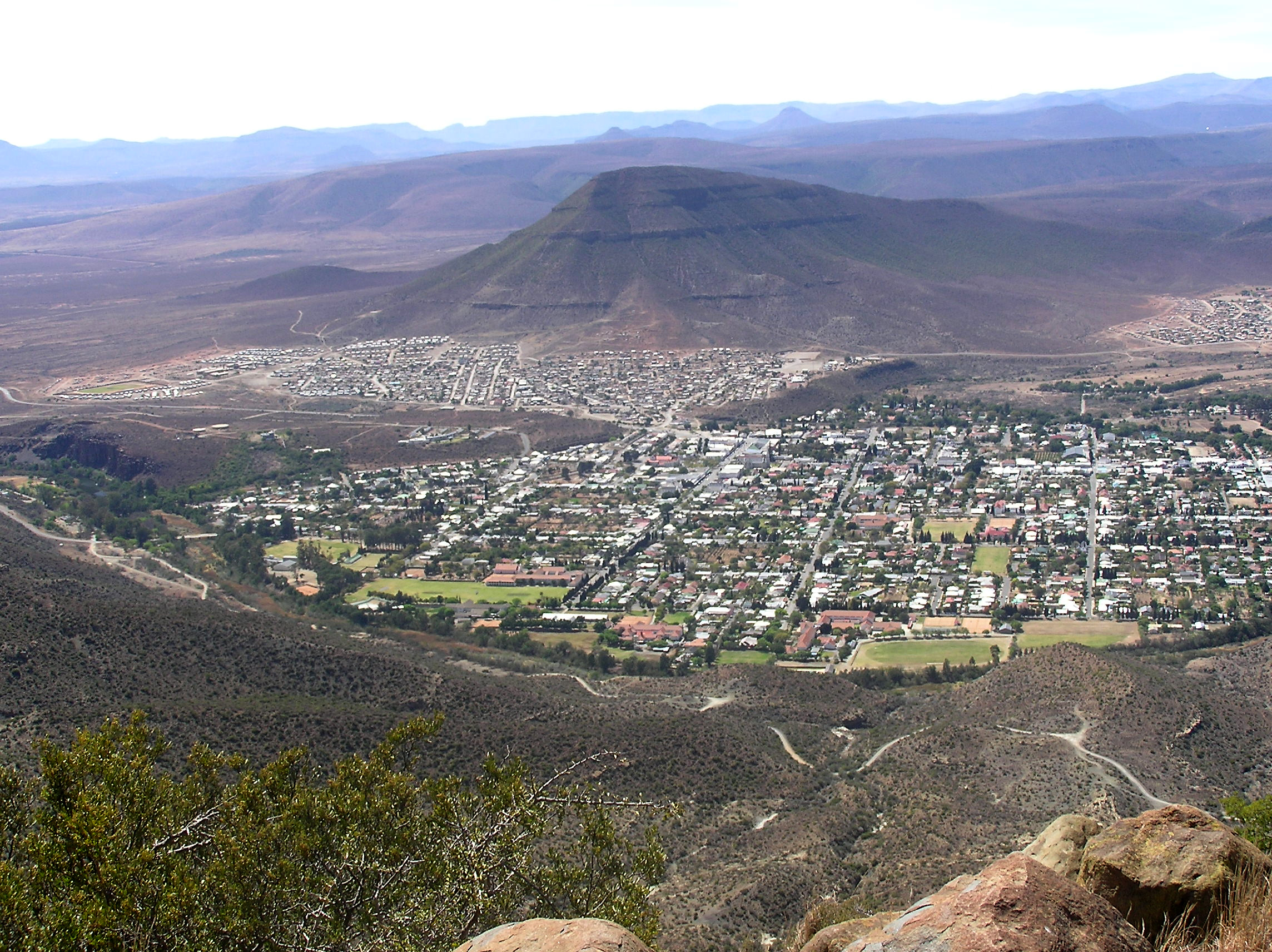

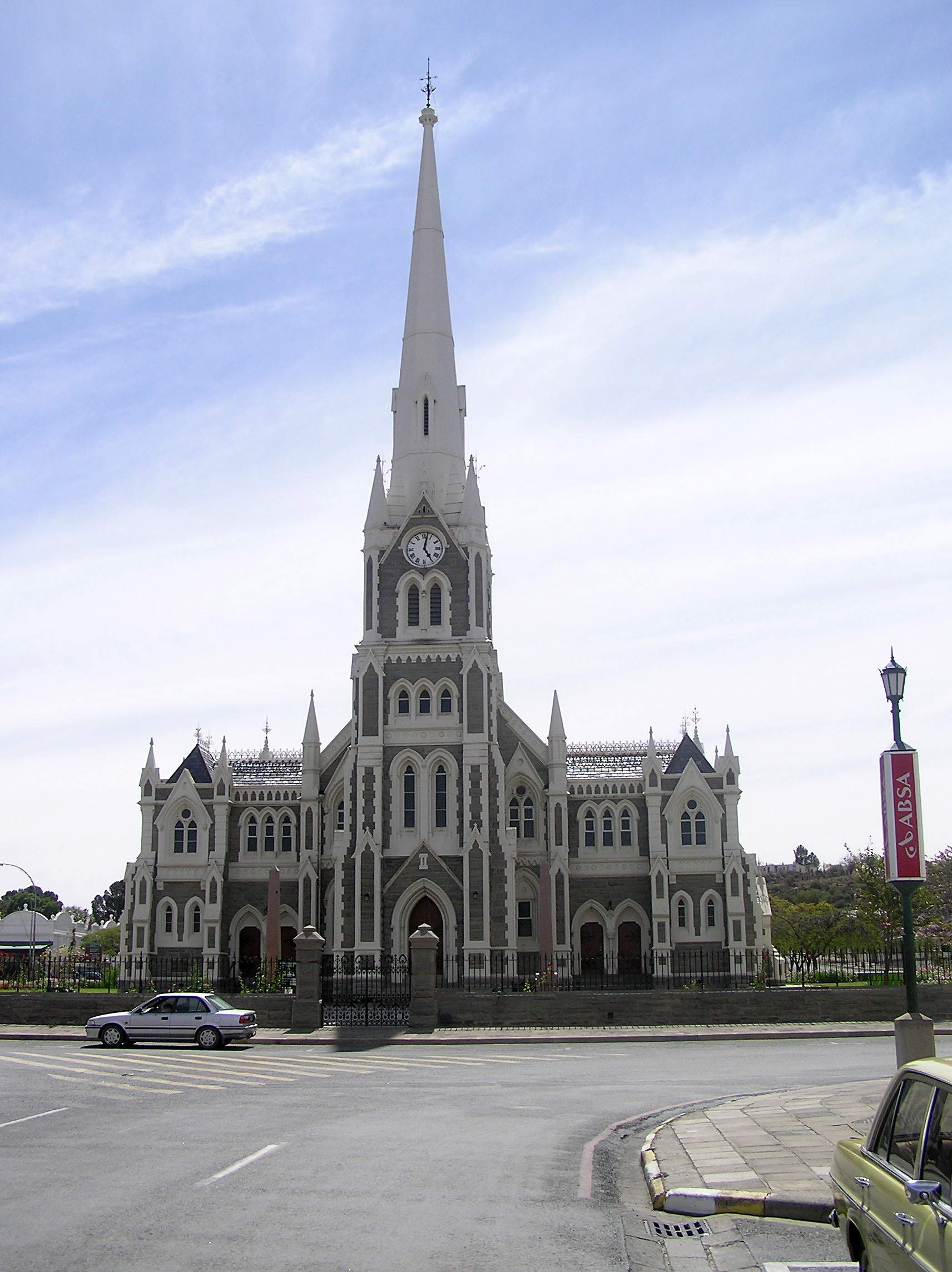

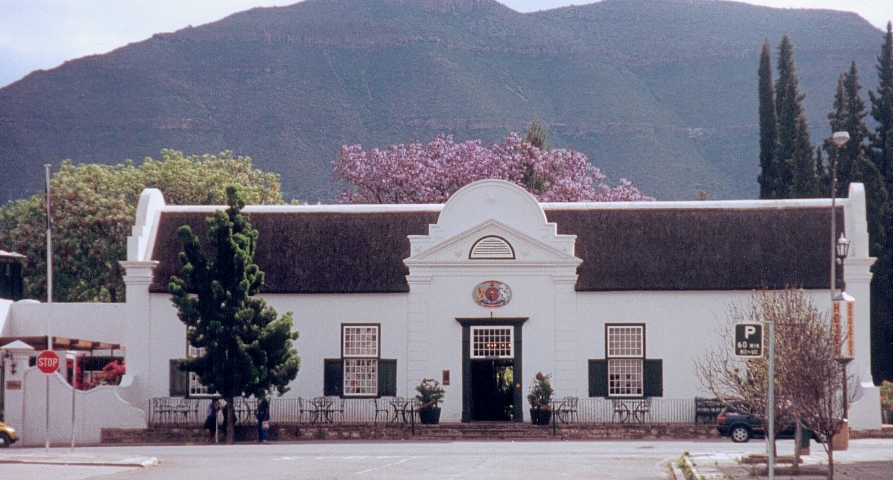

格拉夫-里內特是南非的城鎮，位於該國東南部，由東開普省負責管轄，始建於1786年7月19日，面積203.5平方公里，2001年人口24,230，人口密度每平方公里120人。